# Atlas (uitgeverij)
Uitgeverij Atlas was een algemene literaire uitgeverij. De Amsterdamse uitgeverij werd in oktober 1991 opgericht door Emile Brugman en Ellen Schalker en ontwikkelde zich tot een van de grootste van Nederland. In 2012 fuseerde Atlas met uitgeverij Contact tot Uitgeverij Atlas Contact.
Atlas publiceerde ongeveer honderd nieuwe titels per jaar op het gebied van literaire fictie en non-fictie, zowel oorspronkelijk Nederlands als vertaald. Belangrijke fondslijnen zijn onder meer literatuur, reisliteratuur, poëzie, strips, klassiekers en literaire non-fictie.
Samen met twee andere uitgeverijen vormde Atlas aanvankelijk de literaire tak van de Veen Uitgeversgroep, die achtereenvolgens opging in Veen Bosch & Keuning Uitgeversgroep en NDC VBK. Binnen de laatste organisatie vormde Atlas samen met Augustus, Business Contact, L.J. Veen, Houtekiet en de pocketuitgeverij Pandora / Olympus / Eldorado de groep Amstel Uitgevers. Emile Brugman werd begin 2011 opgevolgd door de van Contact afkomstige Erna Staal, die de uitgeverij, inmiddels Atlas Contact, in 2014 verliet. 
In 2007 nam Atlas Uitgeverij Plataan over.
Enkele auteurs bij Uitgeverij Atlas waren:
- Geert Mak
- Cees Nooteboom
- Mensje van Keulen
- Jeroen Brouwers
- Frank Westerman
- Kristien Hemmerechts
- Haruki Murakami
- Alain de Botton
- Asis Aynan
- Erik Zevenhuizen

## Literaire strips
Uitgeverij Atlas geeft ook bijzondere stripalbums uit, zowel vertalingen (van onder meer Persepolis van Marjane Satrapi en Gilgamesj van Gwen de Bonneval) als eigen werk. In april 2008 kwam een boek uit waarin gedichten van J. Slauerhoff worden verbeeld door jonge kunstenaars. In dit boek verschijnen visuele vertalingen van gedichten door tekenaars als Merel Barends, Jeroen Jansen, Flip Leemans, Gerco Hiddink, Marc Legendre, Udo Prinsen, Jelle van der Ster, Judith Vanistendael en Flos Vingerhoets.